# NHL Expansion Draft 1993
Der NHL Expansion Draft 1993 wurde am 24. Juni 1993 von der National Hockey League in Quebec City, Kanada veranstaltet. Der Draft war notwendig geworden, da die Liga vor der Saison 1993/94 mit den Florida Panthers und den Mighty Ducks of Anaheim um zwei Franchises erweitert wurde und die Kader der beiden Teams mit Spielern gefüllt werden mussten.

## Regeln
Jedes der 24 NHL-Teams im Jahr 1993 hatte das Recht, je einen Torhüter, fünf Verteidiger sowie neun Stürmer aus ihrem Kader zu sperren, sodass sie nicht im Expansion Draft verfügbar waren. Außerdem wurden alle Spieler, die erst ein oder zwei Jahre Profispieler waren, ebenfalls vom Draft ausgeschlossen.
Während des Drafts wurden 48 Spieler, zwei von jedem Team, gewählt, wobei jeweils entweder ein Torwart oder Verteidiger aus einem bestehenden Team gezogen werden konnte. Dies hatte zur Folge, dass sechs Mannschaften einen Torwart und einen Stürmer, 16 Mannschaften einen Verteidiger und einen Stürmer und zwei Franchises zwei Stürmer verloren, da die Panthers und die Mighty Ducks je drei Torhüter, acht Verteidiger und 13 Stürmer für ihren Kader draften mussten.

## Draft-Ergebnis
| Nr. | Spieler                | Ehemaliges Team     | Neues Team              |
| --- | ---------------------- | ------------------- | ----------------------- |
| 1.  | John Vanbiesbrouck (T) | Vancouver Canucks   | Florida Panthers        |
| 2.  | Guy Hebert (T)         | St. Louis Blues     | Mighty Ducks of Anaheim |
| 3.  | Glenn Healy (T)        | New York Islanders  | Mighty Ducks of Anaheim |
| 4.  | Mark Fitzpatrick (T)   | Québec Nordiques    | Florida Panthers        |
| 5.  | Daren Puppa (T)        | Toronto Maple Leafs | Florida Panthers        |
| 6.  | Ron Tugnutt (T)        | Edmonton Oilers     | Mighty Ducks of Anaheim |
| 7.  | Milan Tichý (V)        | Chicago Blackhawks  | Florida Panthers        |
| 8.  | Alexei Kassatonow (V)  | New Jersey Devils   | Mighty Ducks of Anaheim |
| 9.  | Sean Hill (V)          | Montréal Canadiens  | Mighty Ducks of Anaheim |
| 10. | Paul Laus (V)          | Pittsburgh Penguins | Florida Panthers        |
| 11. | Bill Houlder (V)       | Buffalo Sabres      | Mighty Ducks of Anaheim |
| 12. | Joe Cirella (V)        | New York Rangers    | Florida Panthers        |
| 13. | Oleksandr Hodynjuk (V) | Calgary Flames      | Florida Panthers        |
| 14. | Bobby Dollas (V)       | Detroit Red Wings   | Mighty Ducks of Anaheim |
| 15. | Gord Murphy (V)        | Dallas Stars        | Florida Panthers        |
| 16. | Randy Ladouceur (V)    | Hartford Whalers    | Mighty Ducks of Anaheim |
| 17. | David Williams (V)     | San Jose Sharks     | Mighty Ducks of Anaheim |
| 18. | Steve Bancroft (V)     | Winnipeg Jets       | Florida Panthers        |
| 19. | Dennis Vial (V)        | Tampa Bay Lightning | Mighty Ducks of Anaheim |
| 20. | Stéphane Richer (V)    | Boston Bruins       | Florida Panthers        |
| 21. | Gordon Hynes (V)       | Philadelphia Flyers | Florida Panthers        |
| 22. | Mark Ferner (V)        | Ottawa Senators     | Mighty Ducks of Anaheim |
| 23. | Steven King (RF)       | New York Rangers    | Mighty Ducks of Anaheim |
| 24. | Tom Fitzgerald (C/RF)  | New York Islanders  | Florida Panthers        |
| 25. | Jesse Bélanger (C)     | Montréal Canadiens  | Florida Panthers        |
| 26. | Troy Loney (C)         | Pittsburgh Penguins | Mighty Ducks of Anaheim |
| 27. | Scott Levins (C)       | Winnipeg Jets       | Florida Panthers        |
| 28. | Stu Grimson (LF)       | Chicago Blackhawks  | Mighty Ducks of Anaheim |
| 29. | Tim Sweeney (LF)       | Boston Bruins       | Mighty Ducks of Anaheim |
| 30. | Scott Mellanby (RF)    | Edmonton Oilers     | Florida Panthers        |
| 31. | Terry Yake (C)         | Hartford Whalers    | Mighty Ducks of Anaheim |
| 32. | Brian Skrudland (C)    | Calgary Flames      | Florida Panthers        |
| 33. | Mike Hough (LF)        | Washington Capitals | Florida Panthers        |
| 34. | Jarrod Skalde (C)      | New Jersey Devils   | Mighty Ducks of Anaheim |
| 35. | Dave Lowry (LF)        | St. Louis Blues     | Florida Panthers        |
| 36. | Bob Corkum (C)         | Buffalo Sabres      | Mighty Ducks of Anaheim |
| 37. | Anatoli Semjonow (C)   | Vancouver Canucks   | Mighty Ducks of Anaheim |
| 38. | Bill Lindsay (LF)      | Quebec Nordiques    | Florida Panthers        |
| 39. | Joe Sacco (RF)         | Toronto Maple Leafs | Mighty Ducks of Anaheim |
| 40. | Andrei Lomakin (RF)    | Philadelphia Flyers | Florida Panthers        |
| 41. | Randy Gilhen (C)       | Tampa Bay Lightning | Florida Panthers        |
| 42. | Lonnie Loach (LF)      | Los Angeles Kings   | Mighty Ducks of Anaheim |
| 43. | Doug Barrault (LF)     | Dallas Stars        | Florida Panthers        |
| 44. | Jim Thomson (RF)       | Los Angeles Kings   | Mighty Ducks of Anaheim |
| 45. | Trevor Halverson (LF)  | Washington Capitals | Mighty Ducks of Anaheim |
| 46. | Marc Labelle (LF)      | Ottawa Senators     | Florida Panthers        |
| 47. | Robin Bawa (RF)        | San Jose Sharks     | Mighty Ducks of Anaheim |
| 48. | Pete Stauber (LF)      | Detroit Red Wings   | Florida Panthers        |

## Phase II
In der zweiten Phase des Expansion Draft 1993, die am 25. Juni 1993 stattfand, wählten mit den Tampa Bay Lightning, Ottawa Senators und San Jose Sharks, die drei Expansion-Teams der beiden Vorjahre, jeweils zwei Spieler von den Florida Panthers und Mighty Ducks of Anaheim, die wiederum einen Torwart, fünf Verteidiger und zehn Stürmer sperren durften. Jedes der beiden Teams verlor in der Theorie durch die zweite Phase jeweils einen Torwart, Verteidiger und Stürmer.
| Nr. | Spieler          | Ehemaliges Team         | Neues Team          |
| --- | ---------------- | ----------------------- | ------------------- |
| 1.  | Glenn Healy* (G) | Mighty Ducks of Anaheim | Tampa Bay Lightning |
| 2.  | Verzicht         | Florida Panthers        | Ottawa Senators     |
| 3.  | Verzicht         | Mighty Ducks of Anaheim | San Jose Sharks     |
| 4.  | Daren Puppa (G)  | Florida Panthers        | Tampa Bay Lightning |
| 5.  | Dennis Vial (D)  | Mighty Ducks of Anaheim | Ottawa Senators     |
| 6.  | Verzicht         | Florida Panthers        | San Jose Sharks     |

* Tampa Bay transferierte Healy noch am selben Tag für ein Wahlrecht der dritten Runde im NHL Entry Draft 1993 zu den New York Rangers